# 上野壮夫
上野 壮夫（上野 壯夫、うえの たけお/そうふ、1905年6月2日 - 1979年6月5日）は、日本の詩人、小説家、コピーライター。妻の小坂たき子も小説家。戦後はコピーライターとしてヒットを飛ばし、広告業界で活躍した。

## 人物・来歴
茨城県結城郡生まれ。早稲田高等学院露文学科を中退し、アナキズム系の「黒嵐時代」の一員となり、1929年「文芸戦線」に携わり、1927年に労農芸術家連盟の書記長及び前衛芸術家同盟の結成や、日本プロレタリア作家同盟に加入した。
後に人物評論社に就職し、『人物評論』編集部に勤務し、尾崎一雄の「暢気眼鏡」を掲載した。しかし文化連盟の弾圧により、プロレタリア運動は解体したため「人民文庫」に参加する。1941年日本青年文学会委員長に就任した。後に花王石鹸（現在の花王）奉天支店を経て、株式会社U.P.R.社長、1962年より東京コピーライターズクラブ会長を歴任した。　

## 作品

### 小説
- 「跳弾」(『戦旗』1930年4月号）

### 詩文
- 「戦争へ」

## 著書
- 『黒の時代 詩集』栄光出版社, 1977.10
- 『老けてゆく革命 随筆集』永田書房, 1982.5
- 『上野壮夫全集 第2巻 (小説)』図書新聞, 2009.4
- 『上野壮夫全集 第1巻 (詩) 』図書新聞, 2010.4
- 『上野壮夫全集 別冊 上野壮夫研究』辻井喬他著  図書新聞, 2011.12
- 『上野壮夫全集 第3巻 (評論・随想)』図書新聞, 2011.12

翻訳
- ツルゲネフ『ルーヂン』ナウカ社, 1936